# گمینا داروووو
گمینا داروووو (به لهستانی:  Gmina Darłowo) یک گمینا در لهستان است که در شهرستان سواونو واقع شده‌است. گمینا داروووو ۲۶۹٫۸۴ کیلومتر مربع مساحت و ۷٬۵۶۱ نفر جمعیت دارد.